# Comuna Ungheni, Argeș
Ungheni este o comună în județul Argeș, Muntenia, România, formată din satele Colțu, Găujani, Goia, Humele, Satu Nou și Ungheni (reședința).

## Toponimia localităților componente
Colțu - toponim topografic format pe baza apelativului colț. Tradiția orală locală atribuie întemeierea sorei boierului Chiru, căruia turcii i-au tăiat capul într-un colț al pădurii din apropiere. În jurul bisericii de lemn edificate pe locul crimei, s-ar fi constituit așezarea.
Găujani - toponim reproducând numele topic de origine al satului primilor locuitori veniți din județul Ilfov.
Goia - toponim format pe baza eponimului Goie - atestat, în tradiția orală, ca demnitar românesc; toponimul este format prin afereză din Neagoe. Un toponim suport îl constituie Poiana lui Goie. Vechimea satului este raportată la vechimea schitului din lunca Teleormanului.
Lângă biserica schitului de călugări greci din Goia, cu hramul „Sfântul Nicolae”, s-a întâmplat o dramă. Haiducii lui Ene Mișu au omorât un cârciumar de la crâșma din luncă. Urmăriți de poteră, haiducii îi ucid pe călugării greci, îi îngroapă în nisipul din luncă, se îmbracă în hainele călugărilor, iar când potera sosește, falșii călugări „au început să se închine cu smerenie și să ridice nevinovați din umeri, neștiind unde să spună unde au fugit haiducii...”. 
Humele - toponim topografic evocând natura terenului pe care s-a constituit așezarea; toponimul este format pe baza apelativului humă=pământ argilos.
Satu Nou - toponim topografic relevând constituirea ulterioară a așezării în raport cu localitățile învecinate. Conform documentelor existente, Satu Nou s-a constituit în urma împroprietării, pe valea râului Burdea, a unor țărani din satele: Ungheni, Hârsești, Martalogi, Urluieni, Malu și Săpata, în anul 1892.
Ungheni - toponim topografic determinat de poziția geografică a localității situate în unghiul sud-vestic al districtului Argeș, conform sistemului de organizare teritorial-administrativă a Munteniei.
Legenda întemeierii așezării atribuie actul constituirii satului unui căpitan al lui M ihai Viteazul, care s-ar fi „împămintenit”

## Așezare
Comuna se află în sud-vestul județului, pe malul drept al râului Teleorman, la întretăierea între Câmpia Găvanu-Burdea și Câmpia Piteștilor. Este străbătută de șoseaua națională DN65A, care leagă Piteștiul de Roșiorii de Vede. La Ungheni, din acest drum se ramifică șoseaua județeană DJ679D, care duce spre est la Recea și Negrași.

## Istorie
La sfârșitul secolului al XIX-lea, comuna purta denumirea de Ungheni-Colțu, făcea parte din plasa Cotmeana a județului Argeș și era formată din satele Colțu și Ungheni, având în total 1450 de locuitori. În comună existau două biserici și o școală mixtă. La acea dată, pe teritoriul actual al comunei mai funcționau, în aceeași plasă, și comunele Găujani și Humele. Comuna Găujani avea 610 locuitori în satele Găujani și Curtenca (Linia din Deal); aici erau o biserică și o școală primară rurală. Comuna Humele, cu satele Goia și Humele, avea 350 de locuitori și două biserici.
Anuarul Socec din 1925 consemnează comunele în plasa Teleorman a aceluiași județ; comuna Ungheni avea numele actual, și 2770 de locuitori în satele Ungheni, Colțu și Satu Nou; în timp ce comuna Găujani fusese desființată, satele ei trecând la comuna Humele, care avea 1971 de locuitori în satele Găujani, Goia și Humele.
În 1950, comunele au fost transferate raionului Costești din regiunea Argeș. În 1968, ele au revenit la județul Argeș, reînființat, comuna Humele fiind desființată și satele ei transferate comunei Ungheni.

## Specific etnocultural
Arhitectura este populară caracteristică zonei de șes a județului Argeș. Vechea arhitectură a lemnului condiționată de existența pădurilor seculare din zonă a cedat în favoarea construcțiilor din paiantă în condițiile epuizării resurselor silvice locale. Construcțiile de locuit prezentau un plan bicameral format din tindă și odaie, cu acces de pe o prispă deschisă. Unele case aveau, pe latura posterioară, o polată destinată depozitării inventarului agricol al gospodăriei. Construcțiile relativ recente sunt edificate din cărămidă și au un plan extins.
Ocupația de bază a locuitorilor a constituit-o cultivarea cerealelor. Principalele munci agricole se efectuau astfel: aratul - cu pluguri de lemn trase de animale; prășitul și secerișul - manual; treieratul - cu cai, iar vânturatul - cu lopata. În perioada incursiunilor otomane de jaf, cerealele erau ascunse în gropi de pământ care se ardeau, în prealabil, cu lemne.
Portul popular relevă influențe ale portului popular din Teleorman.
În domeniul artei populare locale, se consemna existența unor meșteri specializați în confecționarea cojoacelor cu șireturi și flori cusute cu lâniță, a ghebelor, dulămilor, a nădragilor cu găitane.
S-au remarcat, în fazele finale ale concursurilor naționale organizate în perioada anilor 1956-2006, creatoarele din localitate care au obținut premii ori mențiuni pentru confecționarea costumelor populare: Alexandru Rada, Predovici Domnița și confecționarea țesăturilor de interior: Ustuc Fița.
În domeniul foclorului literar local, printre cele mai reprezentative creații de acest gen se înscriu doinele: Foaie verde și-o cicoare, Foaie verde murele, Bogatul și săracul, Foicică salbă moale, precum și baladele: Ghiță Cătănuță și Ștefăniță Vodă.
Din amplul repertoriu al foclorului coregafic zonal, elementer de particularizare locală prezintă dansurile: Băluța, Costeasca, Hâțuica, Iutili, Lozeasca, Moaca, Murgulețu de la Humele, Murgulețu de la Ungheni, Nițuica, Sucita de la Goia, Turceasca, Unghineasca.

## Demografie
Componența etnică a comunei Ungheni
     Români (93,23%)
     Alte etnii (0,04%)
     Necunoscută (6,73%)
Componența confesională a comunei Ungheni
     Ortodocși (93,02%)
     Alte religii (0,17%)
     Necunoscută (6,81%)
Conform recensământului efectuat în 2021, populația comunei Ungheni se ridică la 2.349 de locuitori, în scădere față de recensământul anterior din 2011, când fuseseră înregistrați 3.187 de locuitori. Majoritatea locuitorilor sunt români (93,23%), iar pentru 6,73% nu se cunoaște apartenența etnică. Din punct de vedere confesional, majoritatea locuitorilor sunt ortodocși (93,02%), iar pentru 6,81% nu se cunoaște apartenența confesională.

## Politică și administrație
Comuna Ungheni este administrată de un primar și un consiliu local compus din 11 consilieri. Primarul, Iulian Miu[*], de la Partidul Social Democrat, este în funcție din 2008. Începând cu alegerile locale din 2024, consiliul local are următoarea componență pe partide politice:
|  | Partid                          | Consilieri | Componența Consiliului | Componența Consiliului | Componența Consiliului | Componența Consiliului | Componența Consiliului | Componența Consiliului | Componența Consiliului | Componența Consiliului | Componența Consiliului |
|  | ------------------------------- | ---------- | ---------------------- | ---------------------- | ---------------------- | ---------------------- | ---------------------- | ---------------------- | ---------------------- | ---------------------- | ---------------------- |
|  | Partidul Social Democrat        | 9          |                        |                        |                        |                        |                        |                        |                        |                        |                        |
|  | Partidul Național Liberal       | 1          |                        |                        |                        |                        |                        |                        |                        |                        |                        |
|  | Alianța pentru Unirea Românilor | 1          |                        |                        |                        |                        |                        |                        |                        |                        |                        |

## Monumente de cult religios
Biserici: Colțu (1894-1900);  Găujani (1792) - polcovnicul Hagi Niță și obștea satului; Schitul Goia (1770) - a fost ctitorită de moșneni, având pictura în frescă (sec. al XIX-lea). Humele (1897-1902); Satu Nou (1941) - pr. Ion Stănescu și enoriașii parohiei; Ungheni (1816) - jupan Fratea Molescu și soția sa, Stana.
Cruci de piatră - Humele (1814, 1848).
Monumentul eroilor Găujani, lângă moară (1877-1878; 1916-1919; 1941-1945) - autor I. Sulcă (1947); Humele, lângă Școala generală Humele (1877-1878; 1913; 1916-1918); autor: N. Kaghiorghis (1921); Ungheni, lângă Școala generală Ungheni (1916-1919; 1941-1945), autor: N. Kaghiorghis (1937).

## Personalități cultural-artistice
ANGHEL, Florin (1917-1987), profesor de limba franceză la licee din Câmpulung Muscel și Pitești. Publică articole în presa locală și centrală. Autorul volumelor: „Dulcea povară a anilor tineri” (1981) și „Adolescența..e ca zorile” (1984).
MĂRGINEANU, Drăghici (1908-1992), născut în satul Humele. Profesor de limba și literatura română la Pitești. A condus cenaclul literar „Orizonturi noi”, care se va numi ulterior „Liviu Rebreanu”, publică articole de istorie literară referitoare la revistele „Familia” și „Aurora Română”, precum și despre romanul „Răscoala” de Liviu Rebreanu.